# Solon
För andra betydelser, se Solon (olika betydelser).
Solon (grekiska: Σόλων), född ca 640 f.Kr., död ca 560 f.Kr., var en atensk politiker, lagstiftare och diktare. Som arkont, den högsta ämbetsmannatiteln i Aten, genomförde han rättsliga, ekonomiska och politiska reformer, Solons konstitution, som förebådade demokrati. Solon räknades till Greklands sju vise. 

## Biografi
Solon tillhörde en adlig men måttligt förmögen släkt som räknade sig till nelidernas gamla kungahus. Han var troligen son till Execestides, en ättling till stadens sista kung Kodros. Enligt Plutarchos var han även syssling med Peisistratos på sin mors sida, och Diogenes Laertios hävdade att han hade en bror, Dropides, som var förfader till Platon. På grund av sin familjs ekonomiska situation verkade han som handelsman i ungdomen.
Sina landsmäns tacksamhet och förtroende vann han genom återerövringen av Salamis från megarerna, då han först inspirerade atenarna med en dikt han skrivit och sedan ledde trupper i strid. Han lyckades även övertyga spartanerna, som tillsatts som medlare i konflikten, att ön borde tillhöra Aten.
Solon valdes år 594 f.Kr. till arkont med extraordinära befogenheter, eftersom han ansågs neutral i kampen mellan adeln och de fattiga. Han genomförde omfattande reformer under sin ämbetstid. För att skydda dem mot ändringsförsök innan deras värde hunnit prövas ska han ha låtit rådet och arkonterna svära att bibehålla dem oförändrade i 10 år, och reste själv utomlands för att inte kunna övertygas att ändra sina lagar.
Först reste han till Egypten. Enligt Herodotos träffade han där farao Amasis, och enligt Plutarchos studerade han tillsammans med egyptiska präster. Plutarchos nämner i sin biografi om Solon att han även besökte Cypern och hjälpte en lokal kung att grunda en ny stad, som fick namnet Soloi. Därefter reste han till Sardes i Lydien. Antika historieskrivare beskriver att han mötte kung Krösus och gav denne rådet att inte skatta sig lycklig under sin livstid, eftersom man alltid kan drabbas av olycka innan sin död.
Vid sin återkomst till Aten försökte han motverka Peisistratos, som under Solons frånvaro banat sig väg till envåldsmakten. När detta inte gick lämnade han det offentliga livet och tillbringade resten av sitt liv med att skriva dikter. Han dog på Cypern vid 80 års ålder, och enligt hans instruktioner kremerade man honom och strödde askan på Salamis.

## Reformer
Denna artikel är delvis baserad på material från Nordisk familjebok, Solon, 1904–1926 (Not).
Som arkont fick Solon det svåra uppdraget att i egenskap av lagstiftare med oinskränkt fullmakt nyordna hela statsskicket. Den gängse åsikten i äldre tider att den statsförfattning som Solon infört varit en självständig nyskapelse, blev inte obetydligt reducerad genom Aristoteles’ 1890 återfunna skrift om Atens statsförfattning. 
Det attiska samhället var sedan en längre tid tillbaka sönderslitet av svåra strider mellan det Aristokratiska partiet eller eupatriderna, vilka tillika var i besittning av nästan all jordegendom, och det lägre folket, som saknade politiska rättigheter och dessutom hölls i ekonomiskt beroende av eupatriderna på grund av de stränga skuldfordringslagarna, enligt vilka en gäldenär som ej kunde tillfredsställa sin fordringsägare blev slav och hemfallen åt dennes godtycke. För dessa förhållanden, vilka Drakons lagstiftning synes mera ha tjänat att fastställa än att avhjälpa, var Solon kallad att råda bot. 
Hans första åtgärd var att undanröja det värsta ekonomiska eländet genom en skuldlindringslag (seisachtheia, eg "skuldavskakning"). Om betydelsen av denna lag har redan under forntiden ganska olika meningar varit rådande, i det att somliga har ansett att den inneburit ett fullständigt efterskänkande av alla skulder, andra, att den bara avsett ett underlättande av deras avbetalning genom sänkning av räntan och nedsättande med 27 procent av myntfoten. Otvivelaktigt är dock att Solon dels påbjudit frigivning av alla dem som på grund av skuldsättning råkat i slaveri, dels avlyst all på skuld som låg på jordegendom. Båda delarna vitsordas bland annat av Solon själv i ett hos Aristoteles återgivet diktfragment. 
Till grund för sin statsförfattning lade Solon en i sina huvuddrag redan förut bestående timokratisk (på förmögenhetstaxering vilande) klassindelning. Den första klassen utgjordes av pentakosiomedimner,  det vill säga de förmögnaste medborgarna, vilkas årsinkomst av jordegendom motsvarade ett värde av minst 500 medimner säd. Den andra klassen, hos vilken förutsattes en inkomst av minst 300 medimner, kallades riddare (hippeis), emedan de ansågs tillräckligt förmögna att på egen bekostnad göra krigstjänst till häst. Den tredje klassen, med en inkomst av 200 medimner (enligt annan uppgift 150), kallades zeugiter, emedan de för skötseln av sitt jordbruk behövde ett spann dragare. I den fjärde klassen sammansattes under benämningen "daglönare" (thetes) alla dem vilkas årliga inkomst inte uppgick till sistnämnda belopp. I förhållande till taxeringsbeloppen var även medborgarnas såväl skyldigheter som rättigheter bestämda. Sålunda kunde statens högsta personer, de nio arkonterna, och även de högre finansämbetsmännen väljas endast ur pentakosiomedimnernas klass, men till alla andra ämbeten var män ur de tre högsta klasserna utan åtskillnad valbara. Å andra sidan var medborgarna inom dessa klasser förbundna till personlig krigstjänst på egen bekostnad och även att i förhållande till sin förmögenhet vidkännas övriga pålagor. Den fjärde klassen däremot var utesluten från alla statsämbeten, men även fri från såväl skatter som krigstjänst eller åtminstone från den betungande hoplittjänsten i full rustning. I folkförsamlingen och som bisittare vid domstolarna kunde alla medborgare, utan avseende på förmögenhet, deltaga i statens angelägenheter. 
Ett genomgående syfte i Solons lagstiftning är att utan våldsamma omstörtningar utjämna bestående missförhållanden och försona de stridiga intressena. Men följden av denna moderation blev att båda de stridande parterna blev besvikna. De rika hade väntat att Solon skulle lagfästa den bestående ordningen med ingen eller ringa förändring; de fattige däremot hade hoppats på en allmän egendomsfördelning. Den egentliga regeringsmakten överlämnade Solon åt det redan förut befintliga, men av honom måhända omgestaltade rådet (bulé), efter ledamöternas antal vanligen kallat "de fyrahundrades råd". Vid sidan av detta, eller i vissa fall måhända över detsamma, stod såsom väktare över lagarna och författningen det från uråldrig tid härrörande "rådet på Areopagen". 
Av största betydelse var inrättningen av folkdomstolarna, heliaia, vilken åtminstone i sina grunddrag utgått från Solon.  
Själv yttrade han om sina lagars värde att de var väl inte de bästa som kunde skrivas, men dock de bästa som hade någon utsikt att vinna bifall hos hans landsmän. 
Solons lagar upptecknades på fyrkantiga, vridbara träpelare, sedermera på stenpelare. Dessa urkunder är sedan länge försvunna, och vår kännedom om deras innehåll är hämtad från senare författare, i synnerhet de attiska talarna. Dessa källor måste dock begagnas med försiktighet, emedan vördnaden för lagstiftaren gjorde att man gärna ville betrakta Atens hela lagstiftning såsom solonsk, utan avseende på att många lagar bevisligen tillkommit långt efter Solons tid. 

## Eftermäle
Denna artikel är delvis baserad på material från Nordisk familjebok, Solon, 1904–1926 (Not).
Solon stod i varje avseende på höjden av sin tids bildning och räknades till "Greklands sju vise". Även som skald intog han en betydande plats och är den äldste kände representanten för attisk diktning. Berömd var i synnerhet hans patriotiska elegi Salamis. Under hans namn finns ett tämligen stort antal fragment på elegiskt, jambiskt och trokaiskt versmått. 
Solons biografi är tecknad av Plutarchos, vilken om honom fäller bland annat det omdömet att han mer än någon annan var fri från de fel och svagheter som vidlåg hans samtida. Även Diogenes Laërtius har meddelat några notiser om Solons verksamhet samt några, enligt uppgift av denne, författade brev.
Asteroiden 3279 Solon är uppkallad efter honom.